# Petrobras
Petróleo Brasileiro S.A., vardagligt Petrobras, är Latinamerikas dominerande oljeföretag med huvudkontor i Rio de Janeiro. Det är världsledande inom avancerad teknologi för djuphavsborrning och hade fram till 1997 monopol på oljeproduktion i Brasilien. Petrobras är majoritetsägt av den brasilianska staten.

## Historia
Företaget grundades 1953 av president Getúlio Vargas regering med brett politiskt stöd i Brasilien. 1954 fick företaget lagstadgat monopol på alla kommersiella aktiviteter relaterade till olja, naturgas och petroleumprodukter med undantag av distribution genom bensinstationer. Oljekrisen 1973 ledde nästan till att Petrobras gick i konkurs men året därpå upptäcktes en gigantisk oljekälla i Bacia de Campos som gav nya intäkter. 1997 upphörde oljemonopolet i Brasilien och Petrobras började konkurrera med privata aktörer men fortsatte ha en dominerande position. 
I maj 2006 tillkännagav Bolivias president Evo Morales att landets samtliga olje- och gasfält skulle nationaliseras. Han beordrade samtidigt att militären skulle ockupera alla oljefält. Petrobas påverkades i hög grad av nationaliseringen då det hade en stor närvaro i landet och stod för hela 24% av Bolivias intäkter från företagsskatter. Senare samma år kom de bolivianska och brasilianska regeringarna överens om att Petrobras skulle erhålla 18% av vinsten från de förstatligade oljefälten.
2003 köper företaget upp Argentinas största oljeföretag Perez Companc Energía (PECOM Energía S.A.) inklusive dess baser i Bolivia, Peru och Paraguay. 2008 upptäcktes Tupifältet utanför Rio de Janeiros kust som uppskattades ha potential att producera 100 000 fat olja om dagen, motsvarande 40% av Brasiliens kända reserver.
I september 2010 tillkännagav företaget att man skulle sälja aktier för att finansiera framtida investeringar i teknologi för oljeborrning på extrema djup. Man sålde aktier på Rio de Janeirobörsen BM&F Bovespa för totalt 120,4 miljarder real, motsvarande nästan 70 miljarder US-dollar, vilket var världens i särklass största aktieemission. Den 23 september fastställdes priset på de nya aktierna. Sett till börsvärdet blev Petrobras direkt efteråt världens fjärde största företag.

## Global närvaro

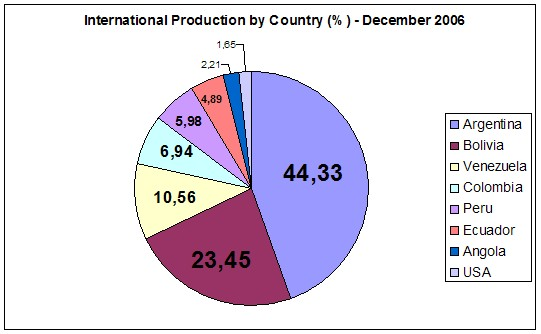
Petrobras globala "oljeproduktion" i december 2006

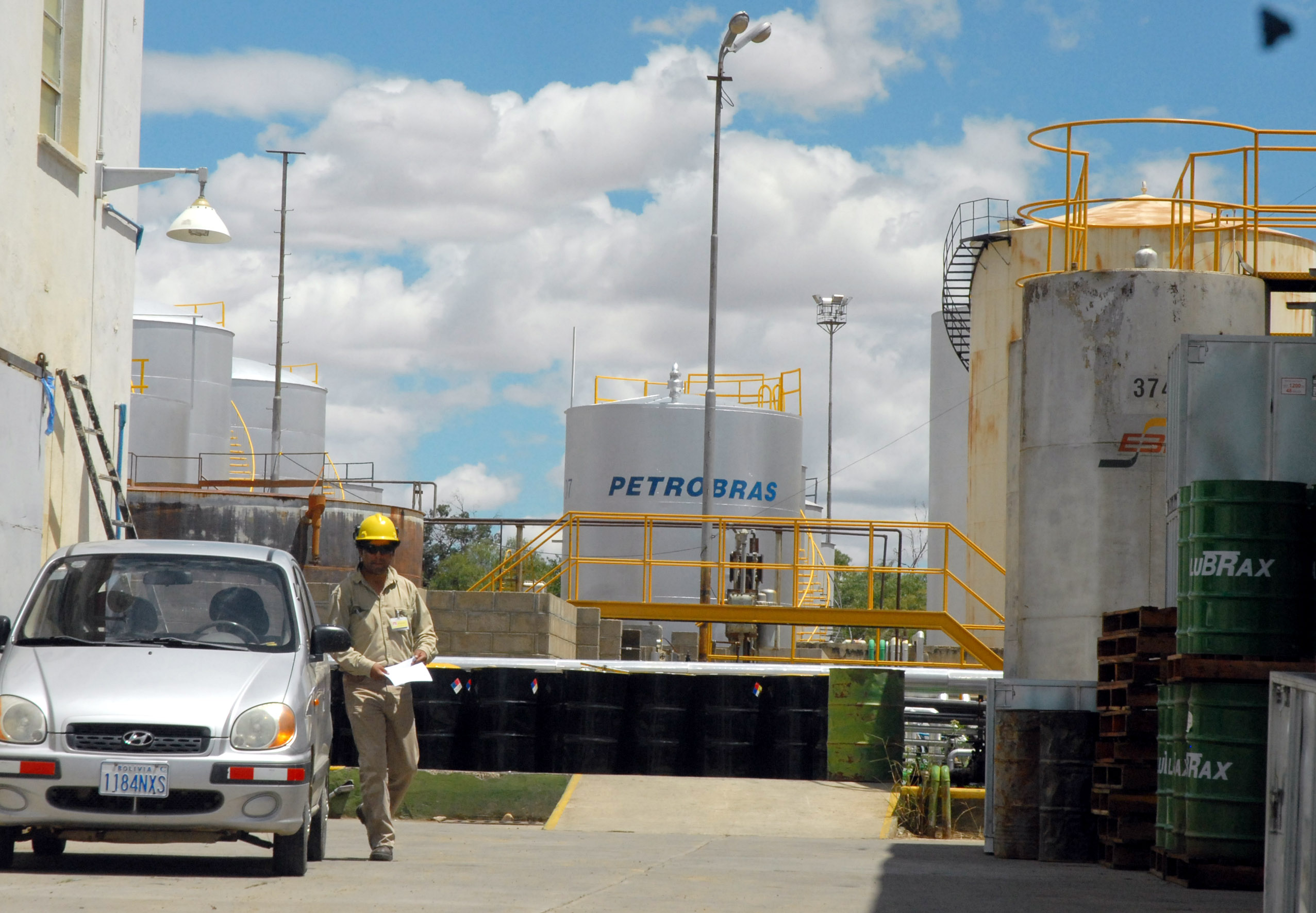
Raffinaderi i Cochabamba, Bolivia.

Petrobras har verksamhet i 27 länder (inklusive Brasilien). I de flesta av dessa länder består verksamheten enbart av representationskontor, men förutom i Brasilien har de större oljeplattformar i Indien, Turkiet, Angola och Nigeria.
För en komplett lista se Petrobras Worldwide.

### Företagsnätverk
Företaget är medlem i följande företagsnätverk
- ARPEL (Asociación Regional de Empresas de Petroleo y Gas Natural en Latinoamérica y el Caribe)
- IPIECA (International Petroleum Industry Environmental Conservation Association)
- OGP (International Association of Oil and Gas Producers)
- WBCSD (World Business Council for Sustainable Development)